# Signé Taloche
Signé Taloche est une émission de télévision d'humour diffusée en Belgique sur la Une (RTBF). 
Présentée par les Frères Taloche depuis le Centre Culturel de Spa, de nombreux artistes se produisent devant un public éclectique dans la salle de son joli théâtre à l'italienne.
Cette émission a pour but principal de mettre en lumières humoristes confirmés et jeunes humoristes en devenir. Leurs sketches sont entrecoupés de petites scènes interprétées par les frères Taloche et constituées de caricatures, mimes, etc., et qui leur permettent d'introduire l'artiste suivant. En général, le dernier humoriste à se présenter est une célébrité dans le domaine (Devos, Kavanagh, Pirette, etc.) et clôt le spectacle.